# Obszar asejsmiczny
Obszary asejsmiczne – obszary wolne od trzęsień ziemi. Pokrywają się one z miejscami występowania starych tarcz prekambryjskich. Obszary asejsmiczne występują np. w Polsce i w Niemczech, a także w Zjednoczonych Emiratach Arabskich.